# Tapeinochilos hollrungii
Tapeinochilos hollrungii är en enhjärtbladig växtart som beskrevs av Karl Moritz Schumann. Tapeinochilos hollrungii ingår i släktet Tapeinochilos och familjen Costaceae. Inga underarter finns listade.